# 40. Szaturnusz-gála
A 40. Szaturnusz-gála a 2013-as év legjobb filmes és televíziós sci-fi, horror és fantasy alakításait értékelte. A díjátadót 2014. június 26-án tartották a kaliforniai Burbankben. A jelöltek listáját 2014. február 25-én hozták nyílvánosságra.

## Győztesek és jelöltek
Forrás:

### Film
| Legjobb sci-fi-film | Legjobb fantasyfilm |
| --- | --- |
| - Gravitáció - Végjáték - Az éhezők viadala: Futótűz - Tűzgyűrű - Riddick - Star Trek – Sötétségben | - A nő - Időről időre - A hobbit: Smaug pusztasága - Az óriásölő - Óz, a hatalmas - Walter Mitty titkos élete |
| Legjobb horrorfilm | Legjobb filmthriller |
| - Démonok között - Carrie - Mama - A bűn éjszakája - Itt a vége - Eleven testek | - Z világháború - Fogságban - A hívás - A Kelet - Szemfényvesztők - Túl a fenyvesen |
| Legjobb akciófilm vagy kalandfilm | Legjobb nemzetközi film |
| - Halálos iramban 6. - A könyvtolvaj - Jack Ryan: Árnyékügynök - A magányos lovas - A túlélő - Hajsza a győzelemért | - Csúnya, gonosz bácsik - Hófehérke - Emberrablás - Majd újra lesz nyár - Vonzások - Világvége |
| Legjobb animációs film | Legjobb képregény-adaptáció |
| - Jégvarázs - Gru 2. - Fent, a Pipacs-dombon - Szörny Egyetem | - Vasember 3. - Az acélember - Thor: Sötét világ - Farkas |
| Legjobb rendező | Legjobb forgatókönyv |
| - Alfonso Cuarón – Gravitáció - J. J. Abrams – Star Trek – Sötétségben - Peter Berg – A túlélő - Peter Jackson – A hobbit: Smaug pusztasága - Francis Lawrence – Az éhezők viadala: Futótűz - Guillermo del Toro – Tűzgyűrű | - Spike Jonze – A nő - Fran Walsh, Philippa Boyens, Peter Jackson, Guillermo del Toro – A hobbit: Smaug pusztasága - Joel Coen, Ethan Coen – Llewyn Davis világa - Alfonso Cuarón, Jonás Cuarón – Gravitáció - Jennifer Lee – Jégvarázs - Edgar Wright, Simon Pegg – Világvége                                                                                           |
| Legjobb férfi főszereplő | Legjobb női főszereplő |
| - Robert Downey Jr. – Vasember 3. (Tony Stark / Vasember) - Oscar Isaac – Llewyn Davis világa (Llewyn Davis) - Simon Pegg – Világvége (Gary King) - Joaquin Phoenix – A nő (Theodore Twombley) - Brad Pitt – Z világháború (Gerry Lane) - Ben Stiller – Walter Mitty titkos élete (Walter Mitty) | - Sandra Bullock – Gravitáció (Ryan Stone) - Halle Berry – A hívás (Jordan Turner) - Martina Gedeck – A fal (A nő) - Jennifer Lawrence – Az éhezők viadala: Futótűz (Katniss Everdeen) - Emma Thompson – Banks úr megmentése (Pamela Lyndon Travers) - Mia Wasikowska – Vonzások (India Stoker)                                                                          |
| Legjobb férfi mellékszereplő | Legjobb női mellékszereplő |
| - Ben Kingsley – Vasember 3. (Trevor Slattery) - Daniel Brühl – Hajsza a győzelemért (Niki Lauda) - George Clooney – Gravitáció (Matt Kowalski) - Benedict Cumberbatch – Star Trek – Sötétségben (Khan Noonien Singh) - Harrison Ford – Végjáték (Hyrum Graff) - Tom Hiddleston – Thor: Sötét világ (Loki) - Bill Nighy – Időről időre (James Lake)                                                                                  | - Scarlett Johansson – A nő (Samantha) - Nicole Kidman – Vonzások (Evelyn Stoker) - Melissa Leo – Fogságban (Holly Jones) - Evangeline Lilly – A hobbit: Smaug pusztasága (Tauriel) - Jena Malone – Az éhezők viadala: Futótűz (Johanna Mason) - Emily Watson – A könyvtolvaj (Rosa Hubermann)                                                                           |
| Legjobb fiatal színész | Legjobb filmzene |
| - Chloë Grace Moretz – Carrie (Carrie White) - Asa Butterfield – Végjáték (Ender Wiggin) - Sophie Nélisse – A könyvtolvaj (Liesl Meminger) - Saoirse Ronan – Majd újra lesz nyár (Daisy) - Ty Simpkins – Vasember 3. (Harley Keener) - Dylan Sprayberry – Az acélember (Clark Kent / Superman) | - Frank Ilfman – Csúnya, gonosz bácsik - Danny Elfman – Óz, a hatalmas - Howard Shore – A hobbit: Smaug pusztasága - Brian Tyler – Vasember 3. - Brian Tyler – Szemfényvesztők - John Williams – A könyvtolvaj |
| Legjobb látványtervezés | Legjobb vágás |
| - Dan Hennah – A hobbit: Smaug pusztasága - Philip Messina – Az éhezők viadala: Futótűz - Andrew Neskoromny, Carol Spier – Tűzgyűrű - Andy Nicholson – Gravitáció - Jan Roelfs – 47 Ronin - Robert Stromberg – Óz, a hatalmas | - Alfonso Cuarón, Mark Sanger – Gravitáció - Peter Amundson, John Gilroy – Tűzgyűrű - Alan Edward Bell – Az éhezők viadala: Futótűz - Mark Day – Időről időre - Daniel P. Hanley, Mike Hill – Hajsza a győzelemért - Christian Wagner, Kelly Matsumoto, Dylan Highsmith – Halálos iramban 6.                                                                             |
| Legjobb jelmez | Legjobb smink |
| - Trish Summerville – Az éhezők viadala: Futótűz - Gary Jones – Óz, a hatalmas - Michael Kaplan – Star Trek – Sötétségben - Wendy Partridge – Thor: Sötét világ - Beatrix Aruna Pásztor – Szép remények - Penny Rose – 47 Ronin | - Donald Mowat – Fogságban - Patrick Baxter, Jane O'Kane, Roger Murray – Gonosz halott - Peter King, Rick Findlater, Richard Taylor – A hobbit: Smaug pusztasága - Howard Berger, Janie Kelman, Peter Montagna – A túlélő - Fae Hammond, Mark Coulier, Kirstin Chalmers – Hajsza a győzelemért - Karen Cohen, David White, Elizabeth Yianni-Georgiou – Thor: Sötét világ |
| Legjobb különleges effektek | Legjobb független film |
| - Tim Webber, Chris Lawrence, David Shirk, Neil Corbould – Gravitáció - Joe Letteri, Eric Saindon, David Clayton, Eric Reynolds – A hobbit: Smaug pusztasága - Joe Letteri, John Desjardin, Dan Lemmon – Az acélember - John Knoll, James E. Price, Clay Pinney, Rocco Larizza – Tűzgyűrű - Patrick Tubach, Ben Grossmann, Burt Dalton – Star Trek – Sötétségben - Jake Morrison, Paul Corbould, Mark Breakspear – Thor: Sötét világ | - 12 év rabszolgaság - Szép remények - Llewyn Davis világa - A titokzatos szerető - A harag tüze - Upside Down |

### Televízió

#### Műsorok
| Legjobb televíziós sorozat | Legjobb kábeltelevíziós sorozat |
| --- | --- |
| - Hannibal (NBC) (döntetlen) - Revolution (NBC) (döntetlen) - A S.H.I.E.L.D. ügynökei (ABC) - Feketelista (NBC) - Gyilkos hajsza (Fox) - Az Álmosvölgy legendája (Fox) - A búra alatt (CBS) | - The Walking Dead (AMC) - Amerikai Horror Story: Boszorkányok (FX) - Foglalkozásuk: amerikai (FX) - Continuum (SyFy) - Dexter (Showtime) - Haven (SyFy)            |
| Legjobb televíziós műsor | Legjobb fiataloknak szóló sorozat |
| - Breaking Bad – Totál szívás (AMC) - Bates Motel – Psycho a kezdetektől (A&E) - Fekete vitorlák (Starz) - Éghasadás (TNT) - Trónok harca (HBO) - Vikingek (History)                        | - Teen Wolf – Farkasbőrben (MTV) - A zöld íjász (The CW) - Hazug csajok társasága (ABC Family) - Odaát (The CW) - A kiválasztottak (The CW) - Vámpírnaplók (The CW) |

#### Színészek
| Legjobb televíziós színész | Legjobb televíziós színésznő |
| --- | --- |
| - Mads Mikkelsen – Hannibal (NBC) (Hannibal Lecter) - Kevin Bacon – Gyilkos hajsza (Fox) (Ryan Hardy) - Bryan Cranston – Breaking Bad – Totál szívás (AMC) (Walter White) - Hugh Dancy – Hannibal (NBC) (Will Graham) - Freddie Highmore – Bates Motel – Psycho a kezdetektől (A&E) (Norman Bates) - James Spader – Feketelista (NBC) (Raymond Reddington) - Noah Wyle – Éghasadás (TNT) (Tom Mason) | - Vera Farmiga – Bates Motel – Psycho a kezdetektől (A&E) (Norma Bates) - Jennifer Carpenter – Dexter (Showtime) (Debra Morgan) - Anna Gunn – Breaking Bad – Totál szívás (AMC) (Skyler White) - Jessica Lange – Amerikai Horror Story: Boszorkányok (FX) (Fiona Goode) - Rachel Nichols – Continuum (SyFy) (Kiera Cameron) - Keri Russell – Foglalkozásuk: amerikai (FX) (Elizabeth Jennings) |
| Legjobb televíziós férfi mellékszereplő | Legjobb televíziós női mellékszereplő |
| - Aaron Paul – Breaking Bad – Totál szívás (AMC) (Jesse Pinkman) - Nikolaj Coster-Waldau – Trónok harca (HBO) (Jaime Lannister) - Erik Knudsen – Continuum (SyFy) (Alec Sadler) - David Lyons – Revolution (NBC) (Sebastian Monroe)) - Dean Norris – A búra alatt (CBS) (Big Jim Rennie) - James Purefoy – Gyilkos hajsza (Fox) (Joe Carroll)                                                        | - Melissa McBride – The Walking Dead (AMC) (Carol Peletier) - Kathy Bates – Amerikai Horror Story: Boszorkányok (FX) (Delphine LaLaurie) - Sarah Carter – Éghasadás (TNT) (Maggie) - Gwendoline Christie – Trónok harca (HBO) (Tarthi Brienne) - Michelle Fairley – Trónok harca (HBO) (Catelyn Stark) - Elizabeth Mitchell – Revolution (NBC) (Rachel Matheson)                               |
| Legjobb televíziós vendégszereplő | Legjobb fiatal színész (televíziós sorozat) |
| - Robert Forster – Breaking Bad – Totál szívás (AMC) (Ed) - Stephen Collins – Éghasadás (TNT) (Hathaway) - Danny Huston – Amerikai Horror Story: Boszorkányok (FX) (A Hóhér) - David Morrissey – The Walking Dead (AMC) (A Kormányzó) - Charlotte Rampling – Dexter (Showtime) (Dr. Evelyn Vogel) - Gina Torres – Hannibal (NBC) (Bella Crawford)                                                    | - Chandler Riggs – The Walking Dead (AMC) (Carl Grimes) - Colin Ford – A búra alatt (CBS) (Joe McAlister) - Jared S. Gilmore – Egyszer volt, hol nem volt (ABC) (Henry Mills) - Jack Gleeson – Trónok harca (HBO) (Joffrey Baratheon) - Connor Jessup – Éghasadás (TNT) (Ben Mason) - Mackenzie Lintz – A búra alatt (CBS) (Norrie Calvert-Hill)                                               |

### Házimozi
| Legjobb DVD vagy Blu-ray | Legjobb DVD vagy Blu-ray gyűjtemény |
| --- | --- |
| - Bazi nagy pók - Dollár, kanna, szerelem - Chucky átka - Tolvajok éjszakája - Solomon Kane - Mostantól napkeltéig - You're Next                     | - Chucky: A teljes gyűjtemény - The Bowery Boys-gyűjtemény: Volumes 2 and 3 - Péntek 13.: A teljes gyűjtemény - A teljes James Dean-gyűjtemény - Mad Max-trilógia - Zatoichi-gyűjtemény                        |
| Legjobb klasszikus film DVD vagy Blu-ray | Legjobb televíziós műsor DVD vagy Blu-ray |
| - Halloween 35th Anniversary Edition - Fantasztikus utazás - A ház hideg szíve - Panoptikum - A viaszbabák háza - Nosferatu - A vesszőből font ember | - Star Trek: Az új nemzedék: 3-5. évad - The Adventures of Superboy: A teljes harmadik évad - Search: A teljes sorozat - A búra alatt: Első évad - The Walking Dead: A teljes harmadik évad - A fehér királyné |

### Különdíj
- George Pal Memorial Award: Greg Nicotero
- Életműdíj: Malcolm McDowell
- Dan Curtis Legacy Award: Bryan Fuller
- Special Recognition Award: Marc Cushman (az akkoriban megjelent Star Trek könyvéért)[3]

## Fordítás
- Ez a szócikk részben vagy egészben  a(z)   40th Saturn Awards című angol Wikipédia-szócikk fordításán alapul.  Az eredeti cikk szerkesztőit annak laptörténete sorolja fel. Ez a jelzés csupán a megfogalmazás eredetét és a szerzői jogokat jelzi, nem szolgál a cikkben szereplő információk forrásmegjelöléseként.